# Jean de Vienne
Jean de Vienne (Dole, 1341-Nicópolis, Bulgaria, 1396), señor de Roulans, fue un general y almirante francés.

## Juventud
De familia noble, comenzó su carrera militar muy pronto, ya a los nueve años. A los 21 fue armado Caballero, y a los 24 designado Capitán General del Franco Condado.
En 1373 Carlos V le nombra Almirante de Francia. Desde este puesto, reorganizó la marina, comenzó un importante programa de construcción naval y creó cuerpos de vigilancia marítima y costera.

## Guerra de los Cien Años
Vienne fue uno de los primeros altos mandos franceses que comprendieron la importancia del frente naval en el conflicto que el reino tenía entonces con Inglaterra (guerra de los Cien Años), y la conveniencia de atacar sus costas. Tuvo ocasión de poner en práctica sus ideas en 1374, cuando Enrique II de Castilla, aliado de Francia, envió contra los anglosajones veinte galeras al mando del Almirante Fernando Sánchez de Tovar. Vienne se sumó a la escuadra con unas pocas naves más, y la flota combinada realizó varias acciones de castigo sistemáticas contra las costas inglesas. Una de ellas fue un arriesgado asalto, y posterior saqueo, de la Isla de Wight (1374).

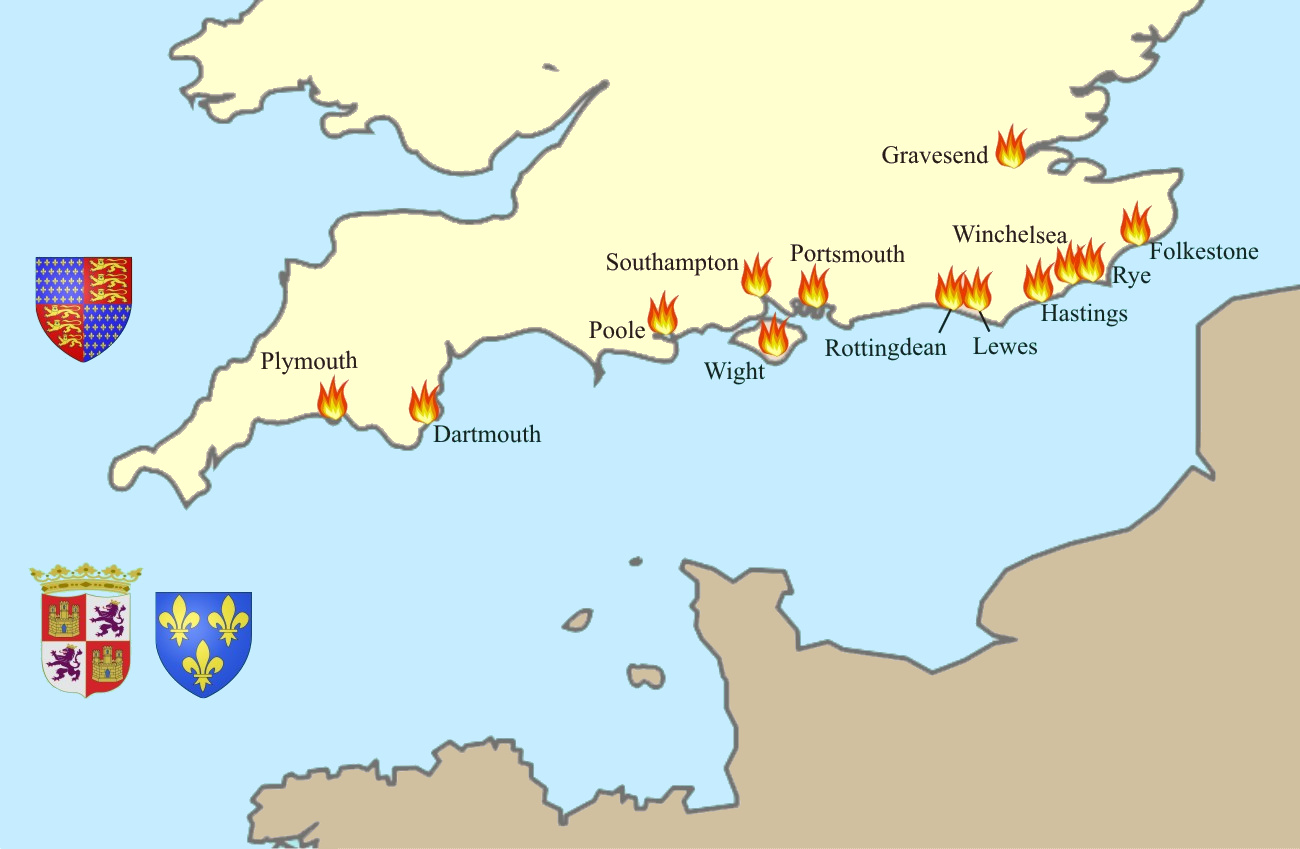
Principales ataques de Tovar y Vienne contra Inglaterra (1374-1380)

En junio de 1375, la Tregua de Brujas puso paz entre todos los contendientes, pero en la práctica se quebró por la temprana y reiterada intervención de corsarios, primero ingleses y después de sus rivales. En 1377, ya abiertas oficialmente las hostilidades, el rey castellano tomó la iniciativa enviando de nuevo a las costas británicas a Sánchez de Tovar, quien junto a Vienne formó una potente flota de hasta unas 50 galeras con 5.000 hombres a bordo preparados para desembarcar. Propósito que llevaron a cabo atacando e incendiando las poblaciones litorales de Rye, Rotingdean, Lewes, Folkestone, Portsmouth, Dartmouth y Plymouth. Un mes más tarde hicieron lo mismo con Southampton, Hastings, Poole y de nuevo Wight, que quedó completamente arrasada.
A principios de julio de 1380, Vienne se unió una vez más a Tovar, que acudió al punto de encuentro de La Rochelle con veinte galeras (diez de ellas pagadas por el rey de Francia). La campaña comenzó con un victorioso enfrentamiento de los aliados en Winchelsea contra las tropas del abad de Battle, a las que hicieron huir, tras lo cual se retiraron hacia el puerto de Harfleur. Después de aprovisionar convenientemente barcos y tripulaciones, los dos almirantes ejecutaron la operación más ambiciosa de sus carreras: Partiendo a finales de agosto de Harfleur, se dirigieron a la desembocadura del Támesis, remontando a continuación el río hasta llegar a las proximidades de Londres, concretamente a la villa de Gravesend, la cual incendiaron, al igual que otras pequeñas aldeas costeras cercanas. La Crónica de D. Juan I da cuenta del inusual hecho con estas palabras:

Ficieron gran guerra este año por la mar, e entraron por el río Artemisa [Támesis] fasta cerca de la cibdad de Londres, a do galeas de enemigos nunca entraron.

Entre 1381 y 1385 Vienne participó en varios enfrentamientos contra las fuerzas sublevadas del Condado de Flandes, entre los que destaca la batalla de Roosebeke (27 de noviembre de 1382).
En 1385 desembarcó en Escocia con intención de atacar desde allí a Inglaterra, pero la misión fracasó, sobre todo por la falta de apoyo de los escoceses, y tuvo que retirarse.

## Cruzadas
Durante el reinado de Carlos VI se redujo notablemente la contribución de la armada francesa al esfuerzo bélico contra Inglaterra, ya que el nuevo monarca no le concedía a la guerra naval la misma importancia que su padre. Quizá disgustado por ello, Vienne decidió participar en otros conflictos. Se unió a la Cruzada de Túnez (1390) combatiendo en el Asedio de Mahdia, y también a la que Segismundo de Hungría inició contra los otomanos, más comúnmente conocida como batalla de Nicópolis (Bulgaria), durante la cual murió heroicamente defendiendo el estandarte de la Santisima Virgen María(25 de septiembre de 1396).

## Barcos
Varias naves de la Armada Francesa llevan el nombre de Jean Vienne. Entre ellas:
- El crucero Jean de Vienne, completado en 1937 y barrenado en Tolón en noviembre de 1942.
- La fragata antisubmarina de clase F-70 Jean de Vienne (D643), en servicio desde 1984.